# سرخپوست‌ها (فیلم)
سرخپوست‌ها فیلمی به کارگردانی  و نویسندگی غلامحسین لطفی محصول سال ۱۳۵۷ است.

## خلاصه داستان
ارباب جمشید محل اجتماع سیاهی لشکرهای فیلم‌فارسی است تا آدمی معروف به چیچو آن‌ها را به صحنه فیلمبرداری ببرد. تازه وارد این جمع، جوانی است به نام داوود که برای هنرپیشه شدن از شهرستان به تهران آمده‌است. داوود در این جمع با احمد آرتیست و مصطفی جیمزباند آشنا می‌شود. آن‌ها قول می دهند که ترتیبی قائل شوند تا با رضا بیک ایمانوردی همبازی شود. اما چندی نمی‌گذرد که مصطفی در اثر بیماری در می‌گذرد و داوود که بی مسکن است با احمد هم اتاق می‌شود. احمد دائماً در رؤیا می بیند که با بهروز وثوق همبازی شده‌است. روزها می‌گذرد، پول داوود تمام می‌شود. حالا داوود راضی شده که فقط عکسی با بیک ایمانوردی یادگاری بگیرد و یک عکاس فیلم فارسی این مشکل را حل می‌کند و بعد از آن دیگر اتفاقی نمی‌افتد. از این پس داوود هم مثل تمام بچه‌های ارباب جمشید روزهای طولانی و بیهودهٔ انتظار را طی می‌کند.

## بازیگران
- پرویز فنی زاده
- شورانگیز طباطبایی
- مجید مظفری
- رضا فضائلی
- اصغر همت
- محمدتقی کهنمویی
- کیومرث ملک مطیعی
- محمد تراب نیا
- نصرت الله کریمی
- پیمانه
- هنگامه
- غلامحسین لطفی
- علی باقری
- محمد اسکندری
- حسن دکتر
- چیچو
- کریم چهل و یک
- غلام ژاپنی
- محمد آواره
- ذبیح سبیل
- علی بیتلز
- اصغر لانکاسر
- اعلا
- مجید فری
- اسماعیل شیرازی
- شیوا
- شکری
- جبار